# Claire Rushbrook
Claire Louise Rushbrook (Hitchin, 25 agosto 1971) è un'attrice britannica.
Nel 2014 ha ricevuto la candidatura per il British Academy Television Award per la migliore attrice non protagonista.

## Filmografia parziale

### Cinema
- Segreti e bugie (Secrets & Lies), regia di Mike Leigh (1996)
- Under the Skin - A fior di pelle (Under the Skin), regia di Carine Adler (1997)
- Spice Girls - Il film (Spice World), regia di Bob Spiers (1997)
- Plunkett & Macleane, regia di Jake Scott (1999)
- Shiner - Diamante (Shiner), regia di John Irvin (2000)
- Hypnotica (Doctor Sleep), regia di Nick Willing (2002)
- Spider-Man: Far from Home, regia di Jon Watts (2019)
- Ammonite - Sopra un'onda del mare (Ammonite), regia di Francis Lee (2020)
- Enola Holmes, regia di Harry Bradbeer (2020)
- Ali & Ava - Storia di un incontro (Ali & Ava), regia di Clio Barnard (2021)
- L'imprevedibile viaggio di Harold Fry (The Unlikely Pilgrimage of Harold Fry), regia di Hettie Macdonald (2023)

### Televisione
- Touching Evil - serie TV, 2 episodi (1997)
- Coronation Street - serial TV, 2 puntate (1999)
- The Sins - serie TV, 6 episodi (2000)
- Linda Green - serie TV, 10 episodi (2001-2002)
- Family Business - serie TV, 6 episodi (2004)
- Carrie & Barry - serie TV, 12 episodi (2004-2005)
- Mutual Friends - serie TV, 6 episodi (2008)
- Enid - film TV (2009)
- The Fades - miniserie TV, 6 episodi (2011)
- Grandi speranze (Great Expectations) , regia di Brian Kirk - miniserie TV, 2 episodi (2011)
- Mrs Biggs - serie TV, 4 episodi (2013)
- Whitechapel - Crimini dal passato (Whitechapel) - serie TV, 16 episodi (2009-2013)
- My Mad Fat Diary - serie TV, 16 episodi (2013-2015)
- Home Fires - serie TV, 12 episodi (2015-2016)
- Genius - serie TV, 4 episodi (2017)
- Requiem - serie TV, 6 episodi (2018)
- No Offence - serie TV, 6 episodi (2018)
- Don't Forget the Driver - miniserie TV, 6 episodi (2019)
- Temple - serie TV, 5 episodi (2019)
- I delitti della gazza ladra (Magpie Murders), regia di Peter Cattaneo – miniserie TV, 5 puntate (2022)
- Sherwood - serie TV, 7 episodi (2022-2024)
- Wilderness - Fuori controllo (Wilderness), regia di So Yong Kim – miniserie TV (2023)
- A Very Royal Scandal, regia di Julian Jarrold – miniserie TV (2024)
- Rivals, regia di Elliot Hegarty, Dee Koppang O'Leary e Alexandra Brodski – miniserie TV, 7 puntate (2024)
- I delitti della bella di notte (Moonflower Murders), regia di Rebecca Getward – miniserie TV, puntate 3-5 (2024)

## Doppiatrici italiane
Nelle versioni in italiano delle opere in cui ha recitato, Claire Rushbrook è stata doppiata da:
- Alessandra Cassioli in Whitechapel - Crimini dal passato, Ali & Ava - Storia di un incontro
- Lorella De Luca ne I delitti della gazza ladra, I delitti della bella di notte
- Gabriella Borri in Segreti e bugie
- Anna Cesareni in Under the Skin - A fior di pelle
- Chiara Salerno in Spice Girls, il film
- Cinzia Villari in Carrie & Barry
- Tatiana Dessi in Doctor Who
- Paola Valentini in Grandi speranze
- Alessandra Korompay in Plunkett & Macleane
- Lorenza Biella in Genius
- Antonella Giannini in Requiem
- Franca D'Amato in Wilderness - Fuori controllo
- Giò Giò Rapattoni in A Very Royal Scandal
- Giuppy Izzo in Rivals